# Cuproníquel

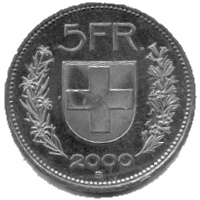
Moneda de 5 francos suizos, acuñada en cuproníquel.

El cuproníquel (de «cobre» y «níquel») es una aleación de cobre, níquel (Cu + Ni) y elementos sólidos, tales como hierro y manganeso. El contenido de cobre por lo general varía entre el 60 y 90 %. (El metal llamado monel es una aleación de níquel y cobre que contiene por lo menos 52 % de níquel). 
Aun conteniendo una cantidad elevada de cobre, el cuproníquel es de color plateado. Este metal pesado no ferroso, no se corroe en agua de mar, ya que su potencial electronegativo es neutro con respecto al agua marina. Por este motivo, se utiliza para tuberías, intercambiadores de calor, aparatos de destilación y condensadores en los sistemas de agua de mar, así como para diversos elementos de uso marino. A veces también se utiliza para fabricar hélices, cigüeñales y cascos de barcos de alta calidad y barcos de pesca, entre otros. Otros usos incluyen la fabricación de equipamiento militar y para plantas químicas, petroquímicas y eléctricas.
Otro uso moderno común del cuproníquel son las monedas de color plateado. Para este uso, la aleación típica tiene una relación de cobre a níquel de 3:1, con cantidades muy pequeñas de manganeso. En el pasado, las verdaderas monedas de plata se degradaban con cuproníquel. A pesar de contener una gran cantidad de cobre, el color del cuproníquel es similar al de la plata.
Cuando se utiliza en termopares y resistores, el contenido de la aleación cambia es 55 % cobre y 45 % níquel.

## Otros nombres
Aparte de cuproníquel, existen muchos otros términos que describen el mismo material registradas como nombres comerciales encontramos a alpaca o alpacca' (marca registrada), Argentan Minargent, y el término francés Cuivre blanc. En ciertos lugares, el cuproníquel también se conoce como hotel silver, plata alemana, german silver y chinese silver.

## Historia

### Chinos
Las aleaciones de cuproníquel eran conocidas por los chinos como el "cobre blanco" desde el tercer milenio a. C.. Algunas armas de la época de los Reinos combatientes estaban construidas con este material. La teoría sobre los orígenes chinos del cuproníquel bactriano fueron sugeridas en 1866 por Flight, que encontró monedas que se consideran las monedas de cuproníquel más antiguas descubiertas, y eran de un material muy similar al paktong china.
El estudioso Ho Wei describió en detalle el proceso para preparar cuproníquel en 1095. La aleación paktong se preparaba agregando pequeños trozos de mineral que solo se encontraba en Yunnan a un pote con cobre fundido. Cuando se formaba una costra de escoria, se agregaba salitre, la aleación se mezclaba e inmediatamente se colaba el lingote. Se menciona al zinc como un ingrediente, pero no existen detalles de cuándo se agregaba. Se sabe que el mineral se encontraba en Yunnan.

### Grecobactrianos
En 1868, W. Flight descubrió una moneda grecobactriana con un 20 % de níquel y que databa del 180 a 170 a. C. La misma tiene el busto de Eutidemo II en el anverso. Monedas de una aleación similar con bustos de sus hermanos menores, Pantaleón y Agatocles, se acuñaron alrededor del 170 a. C.; la composición de las monedas se verificó posteriormente utilizando el método tradicional húmedo y la espectrometría de fluorescencia de rayos X. Cunningham en 1873 propuso la "teoría del níquel bactriano", que sugería que las monedas debían haber sido el resultado del comercio terrestre de China a través de India a Grecia. La teoría de Cunningham fue apoyada por académicos como W. W. Tarn, Sir John Marshall y J. Newton Friend, pero fue criticada por E.R. Caley y S.van R. Cammann.
En 1973, Cheng y Schwitter en sus nuevos análisis sugirieron que las aleaciones bactrianas (cobre, plomo, hierro, níquel y cobalto) eran muy similares al paktong chino, y de nueve depósitos de níquel asiáticos conocidos, solo los de China podría proporcionar composiciones químicas idénticas. Cammann criticó el artículo de Cheng y Schwitter, argumentando que el declive de la moneda cuproníquel no debería haber coincidido con la apertura de la Ruta de la Seda. Si la teoría del níquel bactriano fuera cierta, según Cammann, la Ruta de la Seda habría aumentado el suministro de cuproníquel. Sin embargo, el fin del cuproníquel greco-bactriano podría atribuirse a otros factores como el fin de la Casa de Eutidemo.

### Historia europea
La aleación parece haber sido redescubierta por Occidente durante experimentos de alquimia. En particular, Andreas Libavius, en su "Alchemia" de 1597, menciona un "álbum aes" de cobre blanqueado en la superficie por mercurio o plata. Pero en De Natura Metallorum en Singalarum Parte 1, publicado en 1599, el mismo término se aplicó al "estaño" de las Indias Orientales (la actual Indonesia y las Filipinas) y se le dio el nombre en español, tintinaso.
Richard Watson de Cambridge parece ser el primero en descubrir que el cuproníquel era una aleación de tres metales. Al intentar redescubrir el secreto del cobre blanco, Watson criticó la "Historia de China" de Jean-Baptiste Du Halde (1688) por confundir el término "paktong". El notó que los chinos de su época no lo formaron como una aleación, sino más bien  fundido mineral sin procesar fácilmente disponible.
Durante el pico de la importación europea de cobre blanco chino de 1750 a 1800, se prestó mayor atención a descubrir sus componentes. Peat y Cookson descubrieron que "la más oscura demostró contener 7,7 % de níquel y la más clara se dijo que no se podía distinguir de la plata con una resonancia característica de campana cuando se golpeaba y una resistencia considerable a la corrosión, 11,1 %".
En otro ensayo realizado por Andrew Fyfe se estimó el contenido de níquel en 31,6 %. Las conjeturas terminaron cuando James Dinwiddie de la Embajada de Macartney trajo en 1793, con un riesgo personal considerable (el contrabando de mineral de paktong era un crimen capital en China), una muestra del mineral a partir del cual estaba hecho el paktong. El cuproníquel llegó a ser ampliamente comprendido, según lo publicado por E.Thomason, en 1823, en una presentación, luego rechazada por no ser un conocimiento nuevo, a la Royal Society of Arts.
Los esfuerzos en Europa para duplicar exactamente el paktong chino fracasaron debido a la falta del mineral complejo de cobalto-níquel-arsénico extraído como mineral natural. Sin embargo, en el distrito de Schneeberg en Alemania, donde la famosa Blaufarbenwerke fabricaba azul de cobalto y otros pigmentos, era el único sitio en Europa que tenía los minerales complejos de cobalto-níquel-arsénico necesarios.
Al mismo tiempo, la prusiana Verein zur Beförderung des Gewerbefleißes (Sociedad para la mejora de la diligencia empresarial / laboriosidad) ofreció un premio por el dominio del proceso. Como era de esperar, el Dr. E.A. Geitner y J.R. von Gersdoff de Schneeberg ganaron el premio y lanzaron su marca de "plata alemana" bajo los nombres comerciales Argentan y Neusilber (plata nueva).
En 1829, Percival Norton Johnston convenció al Dr. Geitner para establecer una fundición en Bow Common detrás del Canal de Regents Park en Londres, y obtuvo lingotes de níquel-plata con una composición de 18 % Ni, 55 % Cu y 27 % Zn. Entre 1829 y 1833, Percival Norton Johnson fue la primera persona en refinar cuproníquel en las islas británicas. Se convirtió en un hombre rico, produciendo más de 16,5 toneladas por año. La aleación se utilizó principalmente para fabricar cubiertos por la firma de Birmingham William Hutton y se vendió con el nombre comercial "Argentine".
Los competidores más importantes de Johnsons, Charles Askin y Brok Evans, bajo el liderazgo del brillante químico Dr. EW Benson, idearon métodos muy mejorados para la suspensión de cobalto y níquel y comercializaron su propia marca de níquel-plata, llamada "British Plate".
En la década de 1920, se desarrolló un grado de cobre-níquel 70-30 para condensadores navales. Poco después, se introdujo una aleación de 2 % de manganeso y 2 % de hierro ahora conocida como aleación C71640 para una central eléctrica del Reino Unido que necesitaba una mejor resistencia a la erosión debido a los niveles de arena arrastrada en el agua de mar. Una aleación 90-10 estuvo disponible por primera vez en la década de 1950, inicialmente para tuberías de agua de mar, y ahora es la aleación más utilizada.

## Usos

### Monedas
El uso más común de esta aleación lo encontramos en muchas monedas de circulación modernas de color plateado. En Europa, Suiza fue el primero que acuñó moneda usando níquel en 1850, con el agregado de plata. En 1968, Suiza adoptó la aleación 75:25 cobre a níquel ya que era mucho más económica y estaba en uso en Bélgica, Estados Unidos y Alemania. Desde 1947 al 2012, todas las monedas de "plata" acuñadas en el Reino Unido eran de cuproníquel, pero a partir del 2012 las dos denominaciones más chicas de cuproníquel fueron reemplazadas por monedas más económicas de acero recubiertas de níquel.
El cuproníquel es el revestimiento de cualquier moneda de medio dólar de Estados Unidos (50¢) acuñadas desde 1971, y todos los cuartos de dólar (25¢) y las monedas de diez centavos (10¢) hechas después de 1965. Actualmente algunas monedas como las de 5 centavos estadounidenses, o todas las monedas de Suiza excepto la de 5 Rappen, y las monedas de 20 y 50 peniques británicas, son acuñadas en cuproníquel. El interior de la moneda de un euro y el exterior de la de dos euros es también de cuproníquel.

### Otros usos
Los cables de termocuplas de un solo núcleo utilizan un par conductor de termocupla tal como ser hierro-constantan, cobre constantan o níquel-cromo/níquel-aluminio. Los mismos tienen el elemento calefactor de constantan o  níquel-cromo con vaina de cobre, cuproníquel o acero inoxidable.
Se utiliza cuproníquel en sistemas criogénicos. Su combinación de buena ductilidad y conductividad térmica a muy bajas temperaturas lo hace un material adecuado para equipamiento para el procesamiento y almacenamiento de fluidos criogénicos, y para intercambiadores de calor en plantas criogénicas.
A partir de comienzos del siglo XX las cubiertas metálicas de las balas se comenzaron a fabricar de cuproníquel. Sin embargo al tiempo fueron reemplazadas por cubiertas de metal dorado para reducir el depósito de metal a su paso por el cañón del arma.
En la actualidad el cuproníquel y la alpaca son los materiales básicos utilizados para cubertería enchapada en plata. Es utilizado con frecuencia para fabricar equipos mecánicos y eléctricos, equipamiento médico, cierres relámpagos, joyas, y para cuerdas de instrumentos de la familia del violín, y para trastes de guitarra. Los instrumentos musicales Fender utilizaron imanes "CuNiFe" en sus micrófonos "Wide Range Humbucker" para varias guitarras Telecaster y Starcaster durante la década de 1970.
Para cierres de seguridad de alta calidad, los núcleos cilíndricos se producen de cuproníquel resistente al desgaste.
El cuproníquel se ha utilizado como un material alternativo para los frenos tradicionales de hierro, ya que no se oxida. Dado que el cuproníquel es mucho más blando que el hierro, es más fácil de doblar y deformar, y esa misma propiedad hace que resulte en mejores sellos para componentes hidráulicos.